# خاین
خاین (به اسپانیایی: Jaén) یک منطقهٔ مسکونی در پرو است که در منطقه کاخامارکا واقع شده‌است. خاین ۵۳۷٬۲۵ کیلومتر مربع مساحت و ۸۱٬۵۸۷ نفر جمعیت دارد و ۷۲۹ متر بالاتر از سطح دریا واقع شده‌است.